# Šlikita
La šlikita és un mineral de la classe dels carbonats. Rep el nom en honor del destacat aristòcrata bohemi-alemany Štěpán Šlik (1487-1526) - fundador de la ciutat de St. Joachimsthal (actual Jáchymov).

## Característiques
La šlikita és un carbonat de fórmula química Zn₂Mg(CO₃)₂(OH)₂·4H₂O. Va ser aprovada com a espècie vàlida per l'Associació Mineralògica Internacional l'any 2019, sent publicada per primera vegada el mateix any. Cristal·litza en el sistema triclínic. La seva duresa a l'escala de Mohs és 2.
Les mostres que van servir per a determinar l'espècie, el que es coneix com a material tipus, es troben conservades a les col·leccions mineralògiques al Museu Nacional de Praga (Txèquia), amb el número de catàleg: p1p 46/2018, i al Museu d'Història Natural del Comtat de Los Angeles, a Los Angeles (Califòrnia) amb el número de catàleg: 67057.

## Formació i jaciments
Va ser descoberta a la mina Vladimír, a Hanušov, dins el districte de Karlovy Vary (Regió de Karlovy Vary, República Txeca). També ha estat descrita al districte miner Elisabeth, a Deutschfeistritz (Estíria, Àustria), a la mina Uranus, a Kleinrückerswalde (Saxònia, Alemanya), i a les mines de Plaka (Àtica, Grècia). A la localitat tipus es troba associada a smithsonita, serpierita, nesquehonita, hidromagnesita, hexahidrita i brianyoungita.